# Регина (святая)
Реги́на (III век) — святая дева, мученица Алезийская, Отёнская, Галльская. День памяти в Католической церкви — 7 сентября.

## Житие
Святая Регина, или Регния (Regnia), или Рэн (фр. Sainte Reine) родилась в Отёне, Франция, в семье язычника по имени Клемент. Её мать скончалась после её рождения, после чего воспитание Регины было поручено кормилице-христианке, которая и крестила её. Узнав об этом, отец отрёкся от дочери и лишил её наследства. После этого святая жила в бедности, зарабатывая на жизнь, пася овец. Проводя много времени в одиночестве на пастбищах, она предавалась молитве и богомыслию.
Проконсул (или префект Галлии) Олибрий (Olybrius) влюбился в неё и предложил замужество, но с условием возвращения в язычество. Регина отказалась и была за это заключена в темницу, подвергнута жестоким пыткам (её пытали раскалёнными щипцами, бичевали и опаляли тело горящими свечами) и обезглавлена в Алезии (Отёнская епархия) — месте, названном впоследствии в честь неё Ализ-Сент-Рен. Произошло это во времена гонений при императоре Декии в 251 году, либо при Максимиане в 286 году.
Мощи святой мученицы в 827 году были перенесены в аббатство Флавиньи, где от них произошло множество чудес, а гробница святой стала местом паломничества. В XVII веке рядом с аббатством Винсент де Поль основал госпиталь, названный в честь святой Регины. О большом почитании святой Регины во Франции свидетельствует большое количество населённых пунктов, названных в её честь (см. Сент-Рен).

## Почитание
Святая Регина упоминается в большинстве мартирологов.
Святую Регину изображают претерпевающей мучения, или получающей духовное утешение в тюрьме из-за видения голубя или сияющего креста. Святой Регине молятся в случаях бедности, обнищания, а также пастухи и жертвы мучений.
Память святой мученицы католики отмечают 7 сентября. В архидиоцезе Падерборн (Германия) — 20 июля; в этот же день процессия в честь святой Регины проходит в городе Дижон.